# Albert van der Heide (hoogleraar)
Albert van der Heide (1 juli 1942) is een Nederlandse hebraïcus en judaïst.
Hij studeerde theologie en Semitische talen aan de Vrije Universiteit Amsterdam. Vervolgens werd hij aangesteld als hebraïcus aan de faculteit van de letteren van de Universiteit Leiden, waar hij zich als wetenschappelijk medewerker bezighoudt met de Hebreeuwse en Aramese talen. Na enige jaren werd hij tevens hoogleraar in de judaïstiek aan de faculteit godgeleerdheid van de al eerder genoemde Vrije Universiteit.
Van der Heide concentreert zich met name op de joodse uitleg van de Hebreeuwse Bijbel, de joodse middeleeuwse cultuur alsmede de Hebreeuwse literatuur.

## Publicaties (selectie)
- Albert van der Heide: Rara Hebraica. Zeldzame verschijnselen in de Hebreeuwse letteren. Leiden, Quid Novum Pers, 2019. ISBN 978-90-90-31606-2
- Albert van der Heide:  'Now I know'. Five centuries of Aqedah exegesis. (Amsterdam studies in Jewish philosophy, vol. 17). Cham, Springer Nature, 2017. ISBN 978-3-319-47520-2
- Albert van der Heide: Het jodendom, uit de serie Wegwijs, 2012 (6e druk), 190 p., Kok - Kampen, ISBN 978-90-435-0362-4